# Маклец (деревня)
Маклец — деревня в Тульской области России.
В рамках административно-территориального устройства входит в Рига-Васильевский сельский округ Новомосковского района, в рамках организации местного самоуправления входит в муниципальное образование город Новомосковск со статусом городского округа.

## География
Расположена на реке Маклец, у северо-западной границы города Новомосковска.

## Население
| 2002 | 2010 |
| ---- | ---- |
| 204  | ↗206 |